# Crescentianus von Sassari
Crescentianus († um 130? in Porto Torres auf Sardinien) war ein früher christlicher Märtyrer und Heiliger.
Das Martyrium des Crescentianus wird traditionell mit dem der Heiligen Gabinus und Crispulus in Verbindung gebracht, die ebenfalls in Porto Torres hingerichtet wurden und das auf die Zeit des Kaisers Hadrian datiert wird, möglicherweise aber auch deutlich später erfolgt ist. Die Reliquien des Crescentianus werden in der Stadt Sassari verehrt. Sein Gedenktag ist der 31. Mai.